# Chlorillus
Chlorillus is een geslacht van wantsen uit de familie van de Miridae (Blindwantsen). Het geslacht werd voor het eerst wetenschappelijk beschreven door Kerzhner in 1962.

## Soorten
Het genus bevat de volgende soorten:

- Chlorillus pictoides (Wagner, 1963)
- Chlorillus pictus (Fieber, 1864)